# カナダの勲章等
カナダの勲章等は、カナダの栄典制度において国家または地域に多大な貢献をした者、あるいは賞賛されるべき行動をした者に、カナダ国王の名において授与される褒章である。イギリスの制度に範を採って1930年代に制定されたが、制度として確立したのは1967年にカナダ独立100周年を記念してカナダ勲章が制定された時である。その後、勲章の種類および範囲が広がり、王族章や身位章、市民章、軍人章や各種の従軍記章 (カナダ)が設けられている。
カナダ各州政府には独自に州の勲章を定めることが許されており、各州に顕著な功績があった住民に授与されている。
各州の勲章を受章した者は、国家の勲章を受章した者と同様に、ポスト・ノミナル・レターズの使用や各自の紋章にサポーターなどを付加することが許される。
カナダにおいては、カナダ国王が唯一の「名誉の源泉」 - カナダの栄典を権威付け、また新たな栄典を定め得る者 - とされており、カナダ国王またはカナダ王族により制定・授与が行われることになっている。
実際には、カナダでは国王の地位は総督によって代行されており、総督が国王の名において制定・授与を行っている。このため、栄典の運用は総督公邸に設置されたChancellery of Honours（総督官房の一部門）が行っている。総督はまた、枢密院勅令を通じて勲章の序列を定めている。

## 関連書籍
- Blatherwick, Francis John (2003). Canadian Orders, Decorations and Medals. Toronto: Unitrade Press. ISBN 978-0-919801-10-3
- McCreery, Christopher (2008). On Her Majesty's Service; Royal Honours and Recognition in Canada. Toronto: Dundurn Press. ISBN 978-1-55002-742-6
- McCreery, Christopher (2008). The Beginner's Guide to Canadian Honours. Toronto: Dundurn Press. ISBN 978-1-55002-748-8